# Stefano Salvi
Stefano Salvi (Bergamo, 15 luglio 1953) è un personaggio televisivo e giornalista italiano.

## Biografia
(Clemente J. Mimun)
Dopo gli studi in ragioneria lavora in banca sino al 1984. Dall'anno successivo e fino al 1992 è attore teatrale. Dal 1993 collabora come inviato alla trasmissione Striscia la notizia, realizzando servizi di inchiesta e interviste indossando un caratteristico giubbotto giallo. Tra i temi trattati: la guerra in Iraq, l'uso di uranio impoverito, lo scandalo di affittopoli. Tra gli intervistati: Enrico Cuccia, Massimo D'Alema, Tareq Aziz, Indro Montanelli, Marina Ripa di Meana, Adriano Celentano, Rosy Bindi, Vittorio Cecchi Gori. Suscita particolare clamore l'intervista a Enrico Cuccia, definita dal giornalista Aldo Grasso «il mutismo più eloquente in tutta la storia della tv».
Dopo l'esperienza televisiva terminata nel 2001, per dissapori prima con Mediaset a causa di un contenzioso sul mancato pagamento delle spese legali di difesa e poi con Antonio Ricci, accusato di occultare le notizie scoperte da Stefano Salvi, porta in tour un proprio show personale, dal titolo "Si Salvi chi può".
Con vari giornalisti, nel 2001 è coautore del volume L'informazione deviata, edito da Zelig-Baldini e Castoldi e presentato al Premio Ilaria Alpi, nel quale scrive il capitolo "Iraq, una tragedia: la mia avventura raccontata agli studenti universitari".
A fini solidali, partecipa alla Nazionale DJ come capitano dal 1996 a 2001, alla Nazionale Artisti-tv e alla squadra di Striscia la notizia.
A metà degli anni 2000 si avvicina al partito Liberal Sgarbi di Vittorio Sgarbi, candidandosi in  occasione delle Elezioni europee del 2004 senza essere eletto.
Dal 2006 gestisce una web TV di inchiesta su internet, pubblicando servizi anche su Arcoiris TV. Nel 2008 realizza un'inchiesta che denuncia la presenza di tecnici informatici assunti a tempo determinato in tribunali e corti d'appello italiane, con libero accesso a dati sensibili.
Nel 2009 è nominato ambasciatore dell'organizzazione non governativa saharawi Afapredesa, costituita nel 1989 in Algeria, promuovendo, anche negli anni successivi, l'abbattimento del muro del Sahara occidentale tramite testimonianze e dibattiti.

## Controversie
Nel giugno 2013 la Corte di cassazione condanna RTI per l'intervista di Salvi a Marina Ripa di Meana del 1994, confermando la tesi accusatoria secondo cui «il giornalista non era affatto interessato a dare conto delle scelte politiche [...] bensì soltanto a costruire un prodotto televisivo che risultasse appetibile in un orario di massimo ascolto, contando sulla reazione violenta» Altre interviste hanno generato ingenti richieste legali di danni, non ottenute.

## Premi e riconoscimenti
- Premio Satira Politica per la Televisione, Forte dei Marmi, 1996[22]

## Pubblicazioni
- AA.VV., L'informazione deviata, Zelig-Baldini e Castoldi, 2002, ISBN 88-87291-80-2.